# Oreocyba
Oreocyba is een geslacht van spinnen uit de familie hangmatspinnen (Linyphiidae).

## Soorten
De volgende soorten zijn bij het geslacht ingedeeld:
- Oreocyba elgonensis (Fage, 1936)
- Oreocyba propinqua Holm, 1962